# Acanthicolepis asperrima
Acanthicolepis asperrima är en ringmaskart som först beskrevs av Michael Sars 1861.  Acanthicolepis asperrima ingår i släktet Acanthicolepis och familjen Polynoidae. Arten är reproducerande i Sverige. Inga underarter finns listade i Catalogue of Life.